# Подгруппа титана
Подгру́ппа тита́на — химические элементы 4-й группы таблицы Менделеева (по устаревшей классификации — элементы побочной подгруппы IV группы). По номенклатуре ИЮПАК подгруппа титана содержит в себе титан, цирконий, гафний и резерфордий.
Первые три элемента данной подгруппы находятся в природе в заметных количествах. Они относятся к тугоплавким металлам. Последний представитель — резерфордий — радиоактивный элемент. У него нет стабильных изотопов. Его физические и химические свойства не изучены.

## Свойства

### Химические свойства
| 22       | Титан |
| Ti47,867 |       |
| 3d24s2   |       |

| 40       | Цирконий |
| Zr91,224 |          |
| 4d25s2   |          |

| 72         | Гафний |
| Hf178,49   |        |
| 4f145d26s2 |        |

| 104        | Резерфордий |
| Rf(267)    |             |
| 5f146d27s2 |             |

Большинство химических свойств было изучено только для первых трёх элементов данной подгруппы. Химия резерфордия ещё недостаточно изучена для того, чтобы утверждать, что он в целом похож на элементы этой подгруппы. При воздействии кислорода происходит образование оксидной плёнки на поверхности металла. Диоксид титана, диоксид циркония и диоксид гафния являются твёрдыми кристаллическими веществами с высокой температурой плавления и инертностью по отношению к кислотам.
Как четырёхвалентные элементы образуют различные неорганические соединения, как правило в степени окисления +4. Были получены данные, говорящие об их устойчивости к щелочам. С галогенами образуют соответствующие тетрагалогениды с общей формулой MHal4 (где М: Ti, Zr и Hf). При более высоких температурах реагируют с кислородом, азотом, углеродом, бором, кремнием и серой. Вероятно из-за лантаноидного сжатия, гафний и цирконий имеют практически одинаковые ионные радиусы. Ионный радиус Zr+4 составляет 79 пм, а Hf+4 78 пм.
Сходство ионных радиусов приводит к образованию схожих по своим свойствам химических соединений. Химия гафния настолько схожа с химией циркония, что их можно различить лишь по физическим свойствам. Основными различиями между двумя элементами следует считать температуру плавления и кипения и растворимость в растворителях.

### Физические свойства
| Наименование          | Титан                    | Цирконий         | Гафний           | Резерфордий |
| --------------------- | ------------------------ | ---------------- | ---------------- | ----------- |
| Температура плавления | 1941 K (1668 °C)         | 2130 K (1857 °C) | 2506 K (2233 °C) | ?           |
| Температура кипения   | 3560 K (3287 °C)         | 4682 K (4409 °C) | 4876 K (4603 °C) | ?           |
| Плотность             | 4,507 г·см−3             | 6,511 г·см−3     | 13,31 г·см−3     | ?           |
| Цвет                  | серебристо-металлический | серебристо-белый | серебристо-серый | ?           |
| Атомный радиус        | 140 пм                   | 155 пм           | 155 пм           | ?           |

- Брусок титана
- Цирконий
- Брусок гафния
- Слитки гафния

## История
Цирконий и титан были изучены в XVII веке, в то время как гафний был открыт только в 1923 году. На протяжении двухсот лет химикам не удавалось открыть новый элемент гафний, в то время как он присутствовал в качестве примеси почти во всех соединениях циркония в значительных количествах.
Вильям Грегор, Франц-Йозеф Мюллер фон Рейхенштейн и Мартин Генрих Клапрот независимо друг от друга обнаружили новый металлический элемент в 1791 и 1795 гг. Клапрот назвал элемент титаном, в честь персонажей греческой мифологии. Также Клапрот обнаружил цирконий в его минеральной форме: циркон, и назвал новый элемент Цирконердом. Существование гафния было предсказано великим русским химиком Д. И. Менделеевым в 1869 году. Генри Мозли посредством рентгеноспектрального анализа вычислил атомный номер гафния — он оказался равен 72. После обнаружения нового элемента Дирк Костер и Дьёрдь де Хевеши первыми принялись за поиски гафния в циркониевых рудах. После его нахождения гафний был изучен двумя первооткрывателями в 1923 году для проверки предсказания Менделеева.
По сообщениям, резерфордий был открыт в 1966 году в объединённом институте ядерных исследований в Дубне. Для получения элемента ядра 242Pu бомбардировались ускоренными ядрами 22Ne. Элемент после бомбардировки отделялся с помощью градиентной термохроматографии после реакции с ZrCl4:
242
94Pu + 22
10Ne → 264−x
104Rf → 264−x
104RfCl4

## Получение
Производство данных металлов трудно в связи с их реакционной способностью. Образование нитридов, карбидов и оксидов не позволяет получать годные к применению металлы. Этого можно избежать, применяя процесс Кролла. Оксиды (MO2) реагируют с углём и хлором, образуя тетрахлориды металлов (MCl4). Затем соли реагируют с магнием, в результате чего получаются очищенные металлы и хлорид магния:
MO2 + C(кокс) + Cl2 → MCl4 + 2Mg → M + 2MgCl2
Дальнейшая очистка получается химическим переносом. В закрытой камере металл реагирует с иодом при температуре 500 °C, образуя иодид металла. Затем на вольфрамовой нити соль разогревается до 2000 °C для расщепления вещества на металл и иод:
{\displaystyle {\mathsf {M+2I_{2}{\xrightarrow {500^{\circ }C}}MI_{4}}}}
{\displaystyle {\mathsf {MI_{4}{\xrightarrow {2000^{\circ }C}}M+2I_{2}}}}

## Нахождение в природе
Нахождение в природе элементов данной группы уменьшается с увеличением атомной массы. Титан является девятым по распространению элементов на Земле. Его распространенность примерно равна 6320 частей на миллион, в то время как у циркония 162, а у гафния всего 3.
Минералами титана являются анатаз и рутил, циркония — циркон, гафний может находиться в незначительном количестве в цирконе. Самыми большими странами-добытчиками являются Австралия, Северная Африка и Канада.

### В организмах
Элементы данной группы не участвуют в биохимических процессах живых организмов. Химические соединения с этими элементами в большинстве случаев нерастворимы. Титан является одним из немногих d-элементов с неясной биологической ролью в организме. Радиоактивность резерфордия делает его токсичным для живых организмов.

## Применение
Титан и его сплавы находят своё применение там, где требуются коррозионная стойкость, тугоплавкость и легкость материала. Гафний и цирконий применяются в ядерных реакторах. Гафний имеет высокое сечение захвата тепловых нейтронов, в то время как цирконий — наоборот. Из-за этого свойства цирконий в виде сплавов применяется в качестве облицовки ядерных стержней (ТВЭЛ) в ядерных реакторах, в то время как гафний применяется в управляющих стержнях ядерного реактора.
Малые количества гафния и циркония применяются в сплавах обоих элементов для улучшения их свойств.

## Опасность применения
Титан не является токсичным для человеческого организма в любых дозах. Мелкодисперсный цирконий вызывает раздражение при попадании на кожу, при попадании в глаза может потребоваться медицинская помощь. В США ПДК циркония в рабочих помещениях составляет 5 мг/м³, а короткосрочное содержание не более 10 мг/м³. О токсикологических свойствах гафния известно немного.

## Для дополнительного чтения
- Третьяков Ю. Д. и др. Неорганическая химия / Ред.: Белан Г. И. — Учебник для вузов в двух книгах. — М.: "Химия", 2001. — Т. 1. — 472 с. — (Химия элементов). — 1000 экз. — ISBN 5-7245-1213-0.
- Голуб А. М. Общая и неорганическая химия = Загальна та неорганична хімiя. — Вища школа, 1971. — Т. 2. — 416 с. — 6700 экз.
- Шека И. А., Карлышева К. Ф. Химия гафния. — Киев: "Наукова думка", 1973. — 451 с. — 1000 экз.
- Гринвуд Н. Н., Эрншо А. Титан, цирконий, гафний // Химия элементов = Chemistry of the elements / Пер. с англ. ред. кол. — Учебное пособие. — М.: Бином. Лаборатория знаний, 2008. — Т. 2. — С. 293. — 607 с. — (Лучший зарубежный учебник. В 2-х томах). — 2000 экз. — ISBN 978-5-94774-373-9.